# 国鉄40系電車
国鉄40系電車（こくてつ40けいでんしゃ）は、1932年（昭和7年）から1942年（昭和17年）にかけて日本国有鉄道の前身である鉄道省が製造した、全長20 m級3扉ロングシートの旧形電車を便宜的に総称したもので、鉄道省の電動車としては初めて20 m級の鋼製車体を採用した電車である。
具体的には、両運転台形三等制御電動車のモハ40形（40001 - 40080）、片運転台形三等制御電動車のモハ41形（41001 - 41055）、片運転台形三等制御車のクハ55形（55001 - 55096）、二等三等付随車のサロハ56形（56001 - 56013）、三等付随車のサハ57形（57001 - 57047）、モハ41形の主電動機出力向上型であるモハ60形（60001 - 60126）、三等荷物合造制御車のクハニ67形（67001 - 67008）の7形式425両を指す。広義には、同仕様で製造された17 m級車体のモハ33形2両、モハ34形26両も含まれるが、本項では20 m級車体を持つ狭義の40系について記述する。

## 登場
1932（昭和7）年度、大阪地区で初めて片町線四条畷 - 片町間および城東線が電化され、電車の運行が開始されることとなった。この電化開業に合わせて製造されたのが本系列である。形式はモハ40形、モハ41形、クハ55形が投入された。鋼製の20 m級車体の電車は、制御車、付随車については32系で実用化されていたが、本系列では初めて電動車も20 m級車体で製造された。
東京地区（山手線）では地上設備の準備が整わなかったため、1932年度および1933年度は17 m級車体の33系が投入されたが、1933年度後半からは京浜線向けに20 m級車体の新造車が投入され、これ以降17 m級電車の新造はない。形式は1933年度以降にサロハ56形、サハ57形、クハニ67形が、1939年度には出力増強型のモハ60形が登場している。
本系列は東京・大阪両地区の標準形電車として11年間に400両以上と戦前形省電としては最も長期かつ大量に製造が続けられたため、年度ごとの設計変更が忠実に反映されており、形態もバラエティに富んでいる。

## 構造

### 車体
車体は電動車・付随車とも20m級の半鋼製車体となり、側面3か所に幅1100mmの引戸を設けた。大都市圏で通勤輸送に使用するため、座席はロングシートである。扉間には幅800mmの二段上昇窓を5個設けている（サロハ56形を除く）。運転台がない側の扉と妻面との間には、扉間と同じく幅800mmの窓が2個設けられている。
前頭部妻面には貫通路が設けられた。運転台周りについては、製造年次ごとの変化が大きく、運転台直後の窓配置にはその差が大きく現われている。

### 主要機器
台車は電動車は17m級のモハ33・34形とともにDT12形（旧称TR25形）が採用された。付随台車はTR23形である。従来のDT11形は軸箱支持が釣り合い梁式であったが、DT12形・TR23形では軸ばね式が採用されている。DT12系列は42系や51系など後の戦前製20m級国電にも採用された。
主電動機はモハ40・41形では出力100 kWのMT15C形が採用され、歯車比は2.52 (25:63) に設定された。1939年登場のモハ60形ではモハ54形と同じく主電動機が出力128 kWのMT30形、歯車比は2.87 (23:66) に変更された。

## 基本形式
製造年次ごとの変化については、一括して後述する。
| 製作年度                | 形式     | 製造所              | 製造所    | 製造所    | 製造所    | 製造所    | 製造所    | 製造所    | 製造所    | 製造所    |
| 製作年度                | 形式     | 日車                | 日車支    | 汽車支    | 川車      | 田中      | 新潟      | 梅鉢      | 大井工    | 大宮工    |
| ----------------------- | -------- | ------------------- | --------- | --------- | --------- | --------- | --------- | --------- | --------- | --------- |
| 昭和7年 （1932年）      | モハ40   | 001 - 008           | 016, 017  | 009 - 015 |           | 018, 019  |           |           |           |           |
| 昭和7年 （1932年）      | モハ41   |                     | 005 - 010 | 001 - 004 | 011       |           |           |           |           |           |
| 昭和7年 （1932年）      | クハ55   | 001 - 009           | 010 - 019 |           |           |           |           |           |           |           |
| 昭和8年 （1933年）      | モハ40   |                     | 028 - 034 | 020 - 027 |           |           |           |           |           |           |
| 昭和8年 （1933年）      | クハ55   | 020 - 023           |           |           |           |           |           |           |           |           |
| 昭和8年 （1933年）      | サロハ56 | 001 - 004           |           |           |           |           |           |           | 005 - 008 | 009 - 011 |
| 昭和8年 （1933年）      | サハ57   | 001 - 008           |           | 009 - 012 |           |           |           |           |           |           |
| 昭和9年 1次 （1934年）  | モハ40   |                     |           |           |           | 035       |           |           |           |           |
| 昭和9年 2次 （1934年）  | モハ40   | 036 - 040 043 - 047 |           | 041, 042  |           |           |           |           |           |           |
| 昭和10年 1次 （1935年） | モハ40   |                     | 048 - 050 |           | 056       | 051 - 055 |           |           |           |           |
| 昭和10年 1次 （1935年） | クハ55   | 028                 |           | 024       |           |           | 025 - 027 | 029, 030  |           |           |
| 昭和10年 2次 （1935年） | モハ40   | 062 - 068           | 057 - 060 |           | 073 - 080 | 069 - 072 | 061       |           |           |           |
| 昭和11年 （1936年）     | モハ41   | 012 - 021           |           |           | 022 - 033 |           |           |           |           |           |
| 昭和11年 （1936年）     | クハ55   | 040 - 046           | 031, 032  |           |           |           | 033 - 039 |           |           |           |
| 昭和11年 （1936年）     | クハニ67 |                     |           |           |           | 001, 002  |           |           |           |           |
| 昭和12年 （1937年）     | モハ41   |                     | 034 - 036 |           |           | 040 - 043 | 037 - 039 |           |           |           |
| 昭和12年 （1937年）     | クハ55   |                     |           | 047 - 050 |           |           | 051, 052  |           |           |           |
| 昭和13年 （1938年）     | モハ41   | 044 - 055           |           |           |           |           |           |           |           |           |
| 昭和13年 （1938年）     | クハ55   |                     |           |           | 053 - 064 |           |           |           |           |           |
| 昭和13年 （1938年）     | サロハ56 |                     |           |           | 012, 013  |           |           |           |           |           |
| 昭和14年 （1939年）     | モハ60   | 001 - 028           |           |           |           |           |           |           |           |           |
| 昭和14年 （1939年）     | クハ55   |                     |           |           | 065 - 074 |           |           |           |           |           |
| 昭和14年 （1939年）     | クハニ67 |                     |           |           |           |           |           | 003 - 008 |           |           |
| 昭和14年 （1939年）     | サハ57   | 013 - 025           |           |           |           |           |           |           |           |           |
| 昭和15年 （1940年）     | モハ60   | 029 - 039           |           | 040 - 044 | 055 - 064 | 045 - 054 |           |           |           |           |
| 昭和15年 （1940年）     | クハ55   |                     |           |           | 075 - 082 |           |           | 083 - 092 |           |           |
| 昭和15年 （1940年）     | サハ57   | 036 - 047           |           |           |           |           | 026 - 035 |           |           |           |
| 昭和16年 （1941年）     | モハ60   | 065 - 084           |           | 090 - 099 | 085 - 089 | 100 - 105 |           |           |           |           |
| 昭和17年 （1942年）     | モハ60   | 109 - 125           |           | 106 - 108 | 126       |           |           |           |           |           |
| 昭和17年 （1942年）     | クハ55   |                     |           |           | 093 - 096 |           |           |           |           |           |

### モハ40形
| クモハ40023 |  | クモハ40054 |
| クモハ40023 |  | クモハ40054 |

1932年から1936年（昭和11年）にかけて80両（40001 - 40080）が製造された、両運転台式の三等制御電動車である。最初の19両（40001 - 40019）は大阪地区向けに製造されたが、それ以後は、東京地区に投入された。1934年から1935年にかけて東京地区に投入された37両はジャンパ栓の仕様が大阪地区用と異なる（大阪地区用は11芯2栓であるのに対し、東京地区用は7芯3栓）ため、番号が40100 - 40136に区別されたが、1936年4月に大阪地区用の連番（40020 - 40056）に改められた。以後の増備もすべて東京地区向けに製造された。

### モハ41形
1932年から1939年（昭和14年）にかけて55両（41001 - 41055）が製造された、片運転台式の三等制御電動車である。最初の11両（41001 - 41011）は大阪地区向けで、41012以降は少し間があいて1936年以降の製造となったため、モハ40形のような番号の区分はされていない。末尾の3両（41053 - 41055）は、大阪地区向けである。

### クハ55形

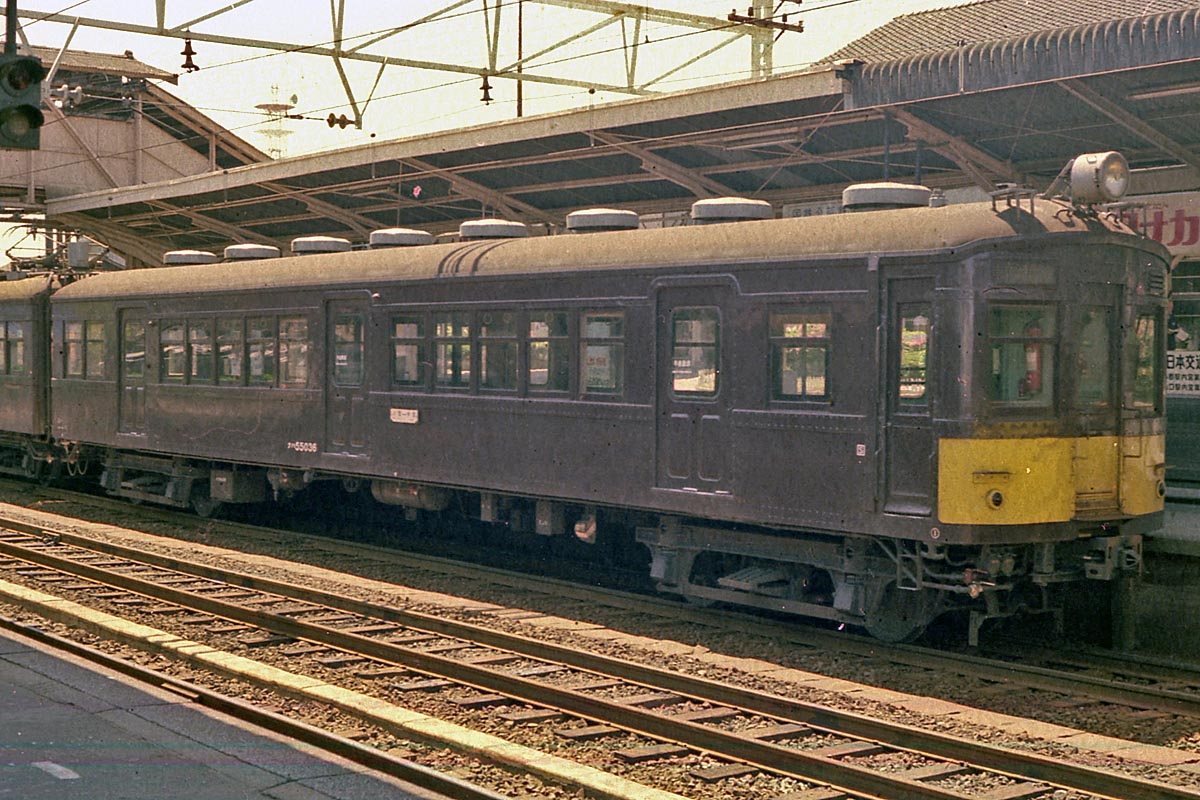
クハ55036

1932年から1943年（昭和18年）にかけて96両（55001 - 55096）が製造された、片運転台式の三等制御車である。最初の19両（55001 - 55019）は大阪地区向けで、1934年（昭和9年）および1935年（昭和10年）に東京地区向けに製造された11両は、モハ40形と同様の理由で55100 - 55110に区分されていたが、1936年4月に大阪地区向けの続番（55020 - 55030）に改番された。増備は、1938年製の55062までは東京地区向けであったが、同年製の55063, 55064と1940年製の55065 - 55082、1941年製の55083 - 55085は大阪地区に投入された。

### サロハ56形
1933年（昭和8年）、1934年（昭和9年）および1938年（昭和13年）に13両（56001 - 56013）が製造された、運転台を持たない二等三等付随車で、いずれも京浜線向けに製造されたものである。二等室側面窓は幅700mmの窓を二つずつまとめており、側面窓配置は2D222D5D2である。二等室と三等室の境界には仕切りが設けられており、二等室の座席は、同じ3扉の二・三等合造車として製造されたクロハ69形同様、仕切壁側に当時の電車二等車共通の固定式クロスシートを2組×2列配置し、客用扉の両側は座布団の奥行きを大きくしたロングシートを配置した。また、56005 - 56013は鉄道省の工場（大井工場、大宮工場）で製造されたのが特筆される。鉄道省の工場で電車が新造されたのは、1917年以来のことであった。また、1938年製の2両（56012, 56013）は、大阪地区から借り入れていたクロハ59形の代替として新造されたものであったが、同年9月に戦時輸送の開始により京浜線の二等車が廃止されたことから、12月に落成したこの2両は、当初から全室三等代用で就役した。

### サハ57形
1933年から1941年（昭和16年）にかけて47両（57001 - 57047）が製造された、運転台を持たない三等付随車で、全車が東京地区に投入された。

### モハ60形

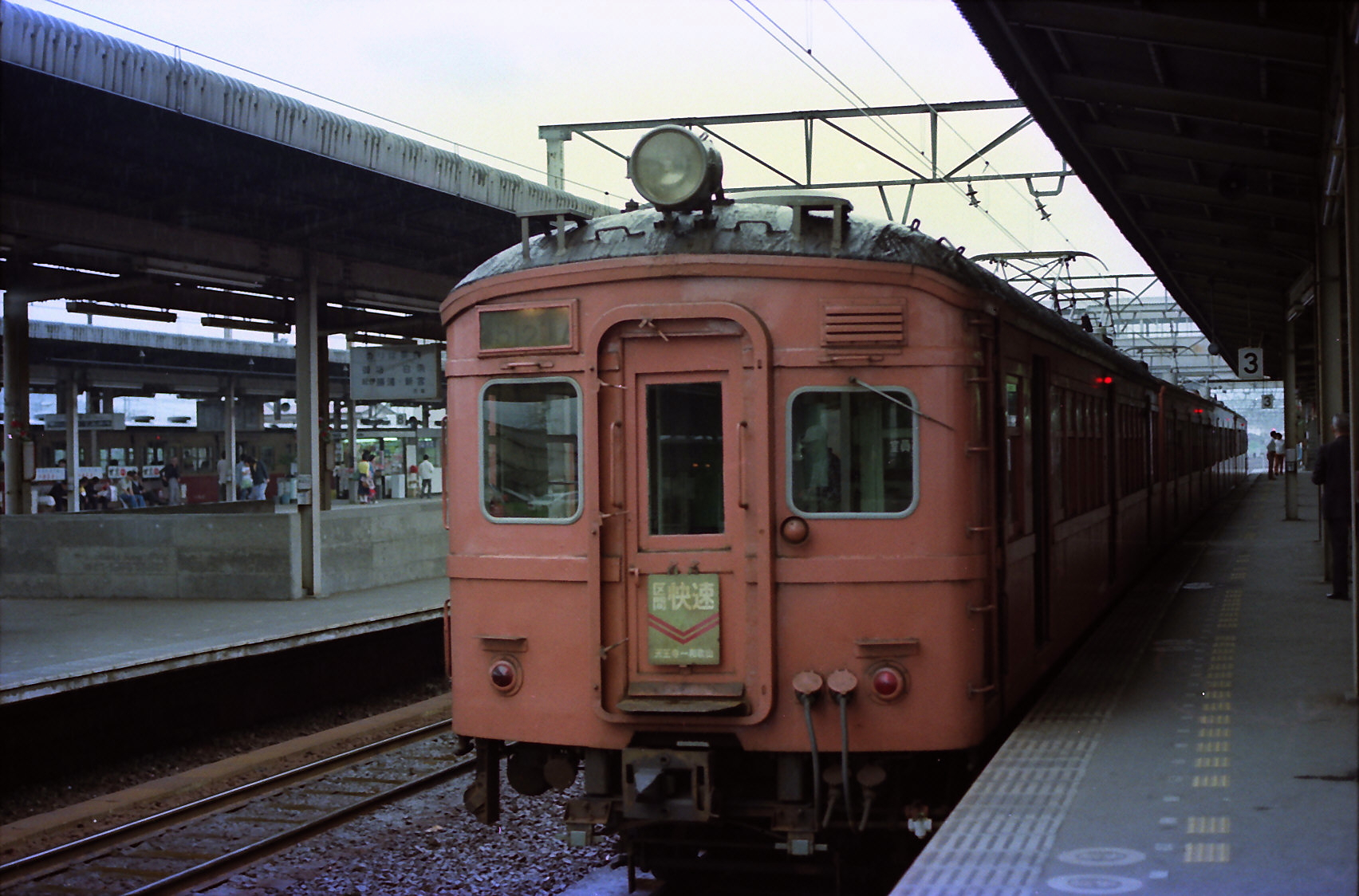
クモハ60を先頭にした阪和線区間快速

1940年から1943年（昭和18年）にかけて126両（60001 - 60126）が製造された片運転台式の三等制御電動車である。モハ41形の電動機出力増強形で、クモハ41形が出力100kWのMT15であるのに対し、本形式は出力124kWのMT30を装備している。また、戦争が激化していく中で増備が行われたことから、電装品の調達が間に合わず、一部の車両（60001 - 60005, 60112, 60113, 60115, 60116, 60118 - 60125）は電動機や制御器などの電装品を装備しない付随車代用で就役している。
投入先は、60001 - 60025, 60042 - 60089, 60112 - 60126が東京地区、残りの60026 - 60041, 60090 - 60111が大阪地区である。

### クハニ67形
1936年（昭和11年）および1939年に8両（67001 - 67008）が製造された片運転台式の三等荷物合造制御車で、1936年製の2両は常磐線の松戸電化開業用、1939年製の6両は赤羽線、総武線、横浜線で使用された。荷物室を運転台の後位に設置した関係で、前面は非貫通の3枚窓となり、客室部の側面窓は幅800mmの窓が1枚多い6枚で、荷物室には幅1200mmの両開き式の引戸が2か所設けられている。側面窓配置は、d1D（荷）1D（荷）1D6D2という変則的なものとなっている。
1939年製の6両は、荷物室の荷重を減らして客室面積を拡大したクハニ76形として計画されたが、結局は1936年製とほぼ同様な車体を持つクハニ67形の増備となった経緯がある。

### 製造年別の形態変化
40系電車は長期間にわたって製造されたため、製造年次ごとに改良が行われ、形態もバラエティーに富んでいる。主な変更点としては、運転台前部の形状（切妻型か丸みをつけた半流線型）、運転室の形状（奥行きや半室型・全室型）、客用扉の材質（木製・軽合金製）、屋根の材質（木製布張り・鋼板製）、雨樋の高さ、リベットの数や通風器の数などがあげられる。1938年度の製作車は、窓上下の補強帯を廃したフラットな外観となっているのが特筆される。しかし、戦争の激化により鋼材の供給が思うにまかせなくなったこともあり、それ以後の製造車は構造的に後退した面が見られる。
このように40系はバリエーション豊かな系列であったが、製造年度別の特徴は前面形状や鋲頭の有無等を除いて、太平洋戦争後に行われた更新修繕IIによって、ほとんどが失われた。
| 製作年度     | 客扉   | 鋲頭 | 屋根 | 雨樋 | 雨樋   | 前灯 | 通風器 | 車内灯 | 側面 方向灯 | 前面 形状 | 運転室 | 運転室通風器 | 運転室通風器 | 備考                                                                         |
| 製作年度     | 客扉   | 鋲頭 | 屋根 | 側面 | 連結面 | 前灯 | 通風器 | 車内灯 | 側面 方向灯 | 前面 形状 | 運転室 | 側面         | 窓上         | 備考                                                                         |
| ------------ | ------ | ---- | ---- | ---- | ------ | ---- | ------ | ------ | ----------- | --------- | ------ | ------------ | ------------ | ---------------------------------------------------------------------------- |
| 昭和7年      | 木製   | 少   | 布張 | 有   | 有     | 取付 | 1列    | 1列    | 板          | 角型      | 片隅小 | 無           | 無           |                                                                              |
| 昭和8年      | 木製   | 少   | 布張 | 有   | 有     | 取付 | 1列    | 1列    | 板          | 角型      | 片隅小 | 無           | 有           |                                                                              |
| 昭和9年 1次  | 木製   | 少   | 布張 | 有   | 有     | 取付 | 3列    | 3列    | 板          | 角型      | 片隅大 | 無           | 有           | 運転室扉の後位に幅500mmの小窓が2個並ぶ                                       |
| 昭和9年 2次  | 軽合金 | 少   | 布張 | 有   | 有     | 取付 | 3列    | 3列    | 板          | 角型      | 片隅大 | 無           | 有           | 運転室扉の後位に幅500mmの小窓が2個並ぶ                                       |
| 昭和9年 3次  | 軽合金 | 少   | 布張 | 有   | 有     | 取付 | 3列    | 3列    | 板          | 角型      | 片隅大 | 有           | 有           | 運転室扉の後位に幅500mmの小窓が2個並ぶ                                       |
| 昭和10年 1次 | 軽合金 | 少   | 布張 | 有   | 有     | 取付 | 3列    | 3列    | 板          | 角型      | 片隅大 | 有           | 有           | 運転室扉の後位に幅500mmの小窓が2個並ぶ                                       |
| 昭和10年 2次 | 軽合金 | 少   | 布張 | 有   | 有     | 取付 | 3列    | 3列    | 板          | 半流      | 片隅大 | 有           | 有           | 運転室扉の後位に幅500mmの小窓が2個並ぶ 鋼板屋根試作車2両（40039, 40040）あり |
| 昭和11年 1次 | 軽合金 | 少   | 鋼板 | 有   | 有     | 砲弾 | 3列    | 3列    | 板          | 半流      | 全室   | 無           | 有           |                                                                              |
| 昭和12年 1次 | 軽合金 | 少   | 鋼板 | 上り | 有     | 砲弾 | 3列    | 3列    | 硝子        | 半流      | 全室   | 無           | 有           |                                                                              |
| 昭和12年 2次 | 軽合金 | 少   | 鋼板 | 上り | 有     | 砲弾 | 3列    | 3列    | 硝子        | 半流      | 全室   | 無           | 有           |                                                                              |
| 昭和13年     | 木製   | 少   | 鋼板 | 上り | 有/無  | 埋込 | 3列    | 3列    | 硝子        | 半流      | 全室   | 無           | 有           | 41044 - 41056は鋲頭なし                                                      |
| 昭和14年     | 木製   | 無   | 鋼板 | 上り | 無     | 埋込 | 3列    | 3列    | 硝子        | 半流      | 全室   | 無           | 有           | 窓上下の補強帯なし                                                           |
| 昭和15年     | 木製   | 無   | 布張 | 有   | 有     | 取付 | 3列    | 3列    | 硝子        | 半流      | 全室   | 無           | 有           |                                                                              |
| 昭和16年     | 木製   | 無   | 布張 | 有   | 有     | 取付 | 3列    | 3列    | 硝子        | 半流      | 全室   | 無           | 有           |                                                                              |
| 昭和17年     | 木製   | 無   | 布張 | 有   | 有     | 取付 | 3列    | 3列    | 硝子        | 半流      | 全室   | 無           | 有           |                                                                              |

## 参考
| 形式                 | 運転台 | 電動機 | 電動機出力 | 座席             | 荷重           | 便所取付車   | 備考 |
| -------------------- | ------ | ------ | ---------- | ---------------- | -------------- | ------------ | ---- |
| 国鉄モハ30形電車     | 無     | MT15   | 100kW      | ロングシート     | -              | -            | (1)  |
| 鉄道省モハ40形電車   | 両     | MT15   | 100kW      | ロングシート     | -              | -            | (2)  |
| 鉄道省モハ41形電車   | 片     | MT15   | 100kW      | ロングシート     | -              | -            | (3)  |
| 国鉄モハ50形電車     | 片     | MT30   | 128kW      | セミクロスシート | -              | -            | (4)  |
| 鉄道省モハ51形電車   | 片     | MT15   | 100kW      | セミクロスシート | -              | -            | (5)  |
| 鉄道省モハ54形電車   | 片     | MT30   | 128kW      | セミクロスシート | -              | -            | (6)  |
| 鉄道省モハ60形電車   | 片     | MT30   | 128kW      | ロングシート     | -              | -            | (7)  |
| 国鉄モハ61形電車     | 両     | MT30   | 128kW      | ロングシート     | -              | -            | (8)  |
| 鉄道省クハ55形電車   | 片     | -      | -          | ロングシート     | -              | クハ55400-   | (9)  |
| 鉄道省クハ68形電車   | 片     | -      | -          | セミクロスシート | -              | クハ68400-   | (10) |
| 鉄道省サハ57形電車   | 無     | -      | -          | ロングシート     | -              | サハ57400-   | (11) |
| 鉄道省クハニ67形電車 | 片     | -      | -          | ロングシート     | 荷物5t         | クハニ67900- | (12) |
| 国鉄クハユニ56形電車 | 片     | -      | -          | セミクロスシート | 郵便1t・荷物3t | 全車         | (13) |

### 備考
1. 全車鉄道省モハ40形電車からの改造。
2. 一部が国鉄モハ30形電車、鉄道省モハ41形電車、鉄道省モハ51形電車、国鉄モハ61形電車に改造。
3. 一部が国鉄モハ51形電車に改造。
4. 全車国鉄モハ53形電車からの改造。
5. 一部が鉄道省モハ40形電車、鉄道省モハ41形電車からの改造
6. 一部が鉄道省モハ41形電車、鉄道省モハ51形電車からの改造。
7. 全車鉄道省モハ40形電車からの改造。
8. 一部が鉄道省モハ41形電車からの改造。
9. 太平洋戦争中に鉄道省クハ68形電車全車編入。戦後は復帰。一部は鉄道省クハ68形電車に編入。鉄道省サハ57形電車の一部を編入。

10．太平洋戦争中に全車が鉄道省クハ55形電車に編入。戦後は復帰。鉄道省クハ55形電車の一部は改造編入。
11．一部が鉄道省クハ55形電車に編入。
12．オリジナルは1969年までに廃車、若しくは国鉄クハユニ56形電車に改造。鉄道省クハ55形電車から改造された900番台は1978年まで残存
13．モハユニ61からの改造車と鉄道省クハニ67形電車からの改造車がある。

## 戦前の試作車・試験車
大都市で通勤用に大量製作されたことから、通風等の改善のための試験用として試作的な要素を持って製造されたものがある。

### 通風改善試験
車内の通風改善を目的として、軽合金製の客用扉の窓下に鎧戸を設けたもので、1935年製の40068が該当する。
また、クハ55形では1940年製の55081, 55082に天井ファンが設けられていた。試験結果は詳らかでないが、1956年および翌年にかけて実施された更新修繕IIで撤去されてしまった。

### オリンピック試験塗装
1940年（昭和15年）に皇紀2600年を記念して開催される予定だった「東京オリンピック」に協賛して、東京と大阪の省電にも特別塗装を行うこととなった。試験塗装車は1937年9月から、大阪地区に赤茶色1色のA案、東京地区にウィンドウシルから上部をクリーム色、車体下部をえび茶色にしたB案の2種が登場した。以下に試験塗装を実施された車両の番号を掲げる。括弧書きは他系列に属する車両である。
- A案（大阪）
  - 40007 - 55012（淀川電車区）
- B案（東京）
  - 40045 - (65019)（中野電車区）
  - 40046 - 55029（津田沼電車区）
  - 41019 - 55040（松戸電車区）
  - (30069) - (36024) - 56004 - (36025) - (30070)（東神奈川電車区）
  - 40061（蒲田電車区）
  - 55052（下十条電車区）

## 戦時改造
本系列は、東京と大阪の両地区で使用されたため、戦時改造の方針は異なる。東京地区では、二等車の格下げや、クロスシート車のロングシート化、座席削減であったが、大阪地区では、4扉改造を施された42系の高速台車との振替えを行い、高速台車に換装されたモハ40, 41の両形式をモハ51形に編入するという、複雑な計画となった。これらの改造は、戦時輸送のための輸送力増大への対応が目的であったが、戦争の激化とそれに伴う資材不足により当初計画されていた全車に改造工事を施工することはできなかった。

### 東京地区

#### サロハ56形の格下げ
サロハ56形は、1938年の京浜線二等車廃止にともなって、三等車代用として使用されていたが、1943年（昭和18年）から正式に二等室のクロスシートと仕切り壁を撤去して全室三等車に変更した。これにより、サロハ56形は旧番号順にサハ57形（57048 - 57060）に改称され形式消滅したが、外観はサロハ時代のままであった。

#### モハ51形の編入
東京地区では、中央線でセミクロスシートのモハ51形26両（51001 - 51026）が運用されていたが、1943年からクロスシートを撤去の上ロングシート（座席削減）化された。この改造により、大阪地区の同形式と異なり、40系と歯車比が同一であることから、モハ41形（41056 - 41081）に編入された。こちらも、外観上の変更はない。

#### モハ40形の運転台撤去

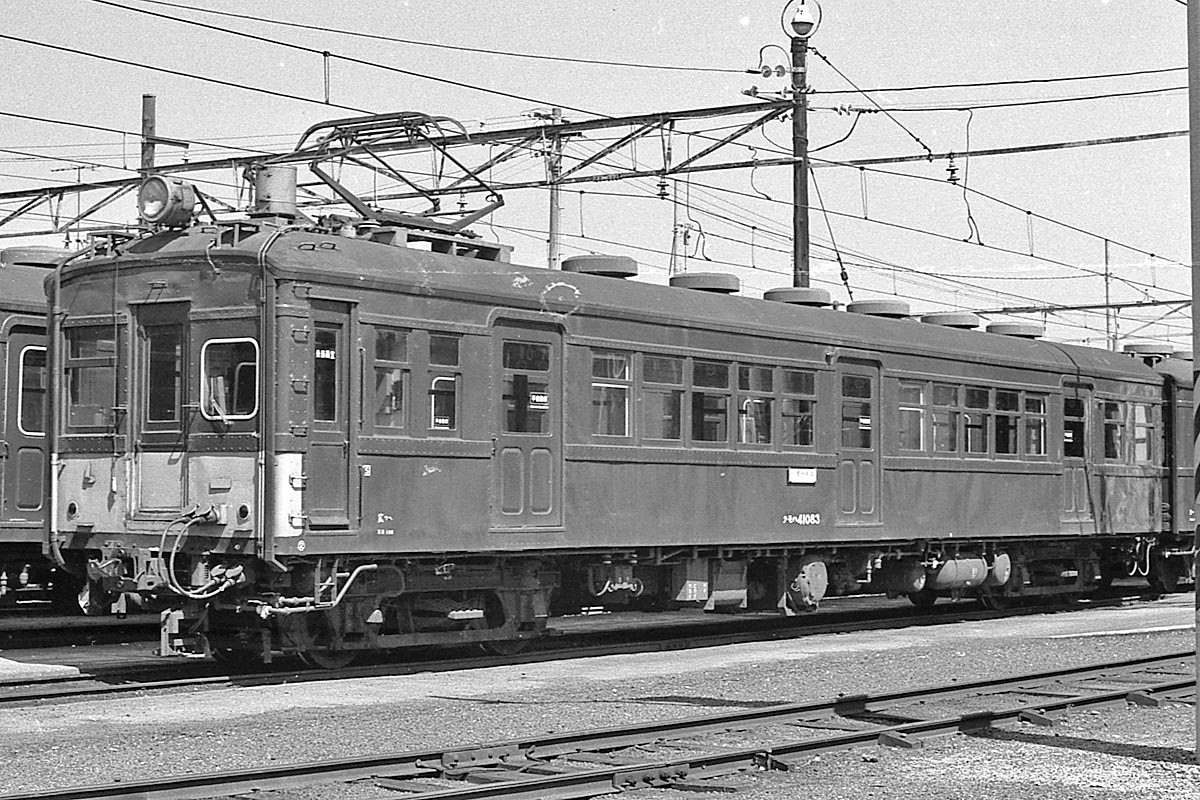
クモハ41083

両運転台式のモハ40形46両（40035 - 40080）の後位運転台を撤去して客室化する改造が、1943年から1944年にかけて実施された。番号はモハ51形編入車に続いて41082 - 41127とされたが、戦争が激化するにつれ資材不足となり、改造は半数の22両に施工されたのみで全車に及ばなかった。改造当初は撤去した後位運転台の乗務員扉や妻面の窓などは種車のまま残された。これらの名残が全く消滅するのは1955年に施行された更新修繕IIによってである。
40035 - 40038, 40040 - 40042, 40045 - 40049, 40053, 40058, 40064 - 40066, 40068, 40070, 40075, 40078, 40079 → 41082 - 41085, 41087 - 41089, 41092 - 41096, 41100, 41105, 41111 - 41113, 41115, 41117, 41125, 41126

### 大阪地区
大阪地区の40系は、前述のように電動台車の振替えを伴ったため、モハ40形、モハ41形は高速型3扉車のモハ51形となった。また、3扉クロスシートのクハ68形、クロハ69形については、ロングシート化（座席削減）にともなってクハ55形に編入されている。計画は改造途上で変更が行われたため、一部の車両で改造後に再改番が行われている。
改造の内容は以下のとおりであるが、その他に関西急電用（52系）のサハ48形（48029 - 48036）、サロハ66形（66018, 66019）を3扉ロングシート化してサハ57形（57061 - 57070?）とする改造が計画されたが、こちらは施工されないまま中止となった。

#### モハ41形をモハ51形に改造
1943年、大阪地区には14両のモハ41形が存在したが、そのうち1932年製の41001 - 41011を42系電動車と台車を振り替えて、高速型3扉車としてモハ51形に編入されることとなった。番号としては51058 - 51068が予定された。しかし、5両が改造された時点で1938年製の3両（41053 - 41055）を51058 - 51060とし、1932年製を51061 - 51071とするよう計画が変更され、すでに落成していた5両について再改番が実施された。改造工事自体も戦局の悪化にともなう資材不足等により、結局最初の5両のみで中止された。新旧番号対照は次のとおりである。
41002, 41006 - 41009 → 51059, 51063 - 51066 → 51062, 51066 - 51069

#### モハ40形をモハ51形に改造
大阪地区には19両のモハ40形があったが、当初計画では全車が後位運転台を撤去のうえ、台車を高速型に振替えてモハ51形（51069 - 51087）とすることとされた。しかし、途中で40001 - 40006を両運転台型高速車モハ70形（70001 - 70006）とし、後位運転台撤去車は40007 - 40019をモハ51形（51075 - 51087）とするように計画が変更された。これらのうち、実際に改造が施工されたのはモハ51形への8両のみで、モハ70形については1両の施工もないまま計画中止となった。 
40007, 40010, 40012, 40015 - 40019 → 51075, 51078, 51080, 51083 - 51087

#### クロハ69形をクハ55形に改造
大阪地区で使用されていた51系に属する二等三等制御車クロハ69形の座席をロングシート化（座席削減）して、クハ55形（55097 - 55105）に編入したものである。クロハ69形の製造数は11両であるが、69001と69002は東京地区に転属しており、69003 - 69011の9両が改造対象となった。その際、通常型雨樋を持つ車と雨樋を高い位置に装備したタイプが各々連番となるように番号が入替えられている。番号の新旧対照は次のとおりである。
69003, 69008 - 69011, 69004 - 69007 → 55097 - 55105

#### クロハ59形をクハ55形に改造

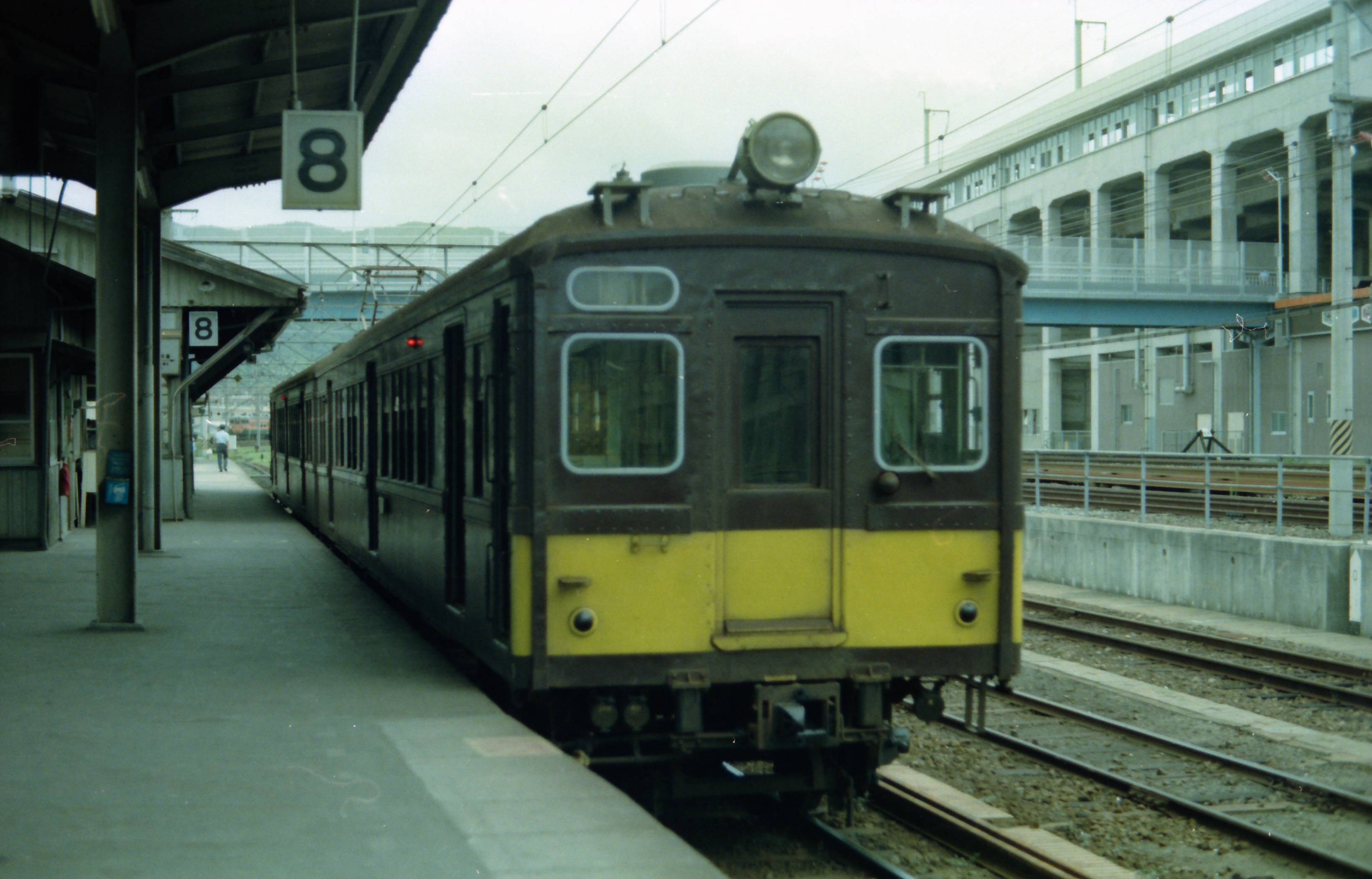
クハ55111　小郡駅

42系に属する二等三等制御車クロハ59形は、緩行電車の二等室廃止に伴って、全車の車体中央部に扉を増設のうえ二等室を三等室に格下げしてクハ68形に改造する工事が進行していたが、1942年3月までに16両に対して施工した時点で中止され、1942年度からは全室ロングシートのクハ55形に切り替えられた。このうち55106は事故により休車となっていた59022（旧サロハ46形）を試験的に片側4扉に改造したもので、1943年に新形式クハ85形(85026)に改められている。これに続く55107 - 55109の3両も旧サロハ46形の59023 - 59025を種車としており、さらに59016, 59018 - 59021が55110 - 55114とされている。番号の新旧対照は次のとおりである。
59022 - 59025, 59016, 59018 - 59021 → 55106 - 55114

#### クハ68形をクハ55形に改造
1943年度から1944年度にかけては、3扉クロスシートのクハ68形をロングシート化（座席削減）のうえ、クハ55形に編入する改造が行われた。このグループにはクハ68形として新製されたクループ20両（68001 - 68020）と、クロハ59形16両を編入したグループ（68021 - 68035, 68037）があったが、いずれもクハ55形に改造され、クハ68形は一旦消滅することになる。番号の新旧対照は次のとおりである。
68001 - 68020, 68021 - 68035, 68037 → 55115 - 55134, 55135 - 55150

## 戦後の状況
本系列は、戦時の通勤輸送を完遂するため相当に酷使されたが、戦争の末期に始まった米軍の空襲により、実に4分の1弱の89両が戦災により喪われ、戦後は旅行の制約がなくなったことから、輸送量が激増し、さらに疲弊の度合いを増していった。残った車両は、1948年頃から更新修繕Iにより、戦前の状況に復していったが、それと並行して車内設備の向上等の改良も行われていった。

### 戦災廃車
本系列は、東京・大阪といった大都市圏で使用されたことから、空襲による損害も多かった。戦災により廃車となったものの一部は、同じく輸送力不足に悩む私鉄に譲渡され、あるいは応急的に客車（70系客車）として復旧されて復籍している。本節では、1953年6月に実施された車両形式称号規程改正までに事故廃車となった車両も、あわせて取り扱うこととする。
- モハ40形（戦災20両+事故2両）
  - 40005（事故） - オハ71 129 → オユニ71 9
  - 40006 - 廃車体は41127として復籍
  - 40008
  - 40009
  - 40011
  - 40014（事故） - 西武鉄道クハ1404 → クハ1434 → クハ1452 → クハ1432
  - 40024 - 西武鉄道クハ1413 → 駿豆鉄道クハ74（現車は60011）
  - 40025 - 東京急行電鉄デハ3613
  - 40026
  - 40028
  - 40029
  - 40031
  - 40032 - マニ72 12
  - 40043 - マニ72 11
  - 40051
  - 40052 - 東京急行電鉄デハ3614 → 弘南鉄道モハ3614
  - 40055
  - 40056
  - 40057
  - 40060
  - 40062
  - 40063
  - 40080

- モハ41形（戦災15両+事故1両）
  - 41001（事故） - 西武鉄道クハ1402 → クハ1432 → クハ1450 → 駿豆鉄道クハ76
  - 41003 - 西武鉄道クハ1401 → クハ1431 → クハ1449 → 駿豆鉄道クハ75
  - 41037 - 東京急行電鉄デハ3615
  - 41039
  - 41041
  - 41048 - マニ72 17 → スエ71 65
  - 41085(40038)
  - 41087(40040)
  - 41088(40041) - オハ71 90 → スユニ72 54 → スエ71 29
  - 41092(40045)
  - 41093(40046)
  - 41094(40047) - オハ71 120 → マニ76 92
  - 41100(40053) - オハ71 121 → マニ76 93 → マニ76 2093
  - 41105(40058)
  - 41111(40064)
  - 41115(40068)

- モハ51形（戦災1両）
  - 51084(40016)

- モハ60形（戦災30両+事故4両）
  - 60003 - 相模鉄道モハ3004
  - 60011 - 西武鉄道クハ1413 → 駿豆鉄道クハ74
  - 60012
  - 60013 - マニ72 6 → スエ71 5
  - 60014
  - 60017 - スニ71 17 → マニ71 17 → 廃車
  - 60021
  - 60025
  - 60028 - スニ71 15 → マニ71 15 → マニ71 2015 → スエ71 95 → 廃車
  - 60030 - オハフ71 1 → スユニ72 56
  - 60039
  - 60041 - オハ71 128 → オユニ71 8 → 廃車(1967年)
  - 60042 - オハ71 117 → マニ74 7
  - 60044
  - 60046 - マニ72 13
  - 60047
  - 60050（事故） - 小田急電鉄クハ1871 → クハ1861
  - 60054（事故）
  - 60063 - オハ71 108 → マニ74 2 → スエ71 2
  - 60064（事故） - オハ71 124 → マニ74 10 → スエ71 59 → 廃車（1979年）
  - 60070
  - 60085
  - 60086 - マニ72 14
  - 60096 - スニ71 16 → マニ71 16 → 廃車
  - 60097
  - 60098
  - 60100
  - 60103（事故） - オハ70 126 → マニ74 12 → スエ71 56 → 廃車
  - 60108 - 西武鉄道クハ1412 → 駿豆鉄道クハ73
  - 60109 - 西武鉄道クハ1411 → 駿豆鉄道クハ72
  - 60111 - マニ72 6 → スエ71 5
  - 60118
  - 60120 - 小田急電鉄サハ1952
  - 60122

- クハ55形（戦災14両+事故1両）
  - 55002 - スニ71 1 → マニ71 1 → スエ71 22
  - 55003 - スニ71 2 → マニ71 2
  - 55008
  - 55010
  - 55011
  - 55018 - スニ71 3 → マニ71 3 → スエ71 23
  - 55019 - オハ71 53 → オユニ71 7
  - 55033
  - 55048
  - 55059 - 東京急行電鉄デハ3610 → 定山渓鉄道モハ2202
  - 55066（事故） - オハ71 127 → マニ74 13 → スエ71 88
  - 55069 - スヤ71 1
  - 55070 - オハ71 11 → スユニ72 51 → スエ71 19
  - 55083 - オハフ71 2 → スユニ72 57
  - 55085

- サハ57形（戦災6両+事故2両）
  - 57002 - オハ71 107 → マニ74 1 → 廃車（1955年）
  - 57022（事故）
  - 57027
  - 57036 - マニ72 24 → 廃車（1967年）
  - 57037 - マニ72 25
  - 57050(56003) - オハ71 114 → マニ74 5
  - 57051(56004)（事故）- 東武鉄道クハ363
  - 57055(56008)

- クハニ67形（戦災1両）
  - 67008 - オハ71 106 → マニ74 14 → 廃車（1965年）

### 連合軍専用車

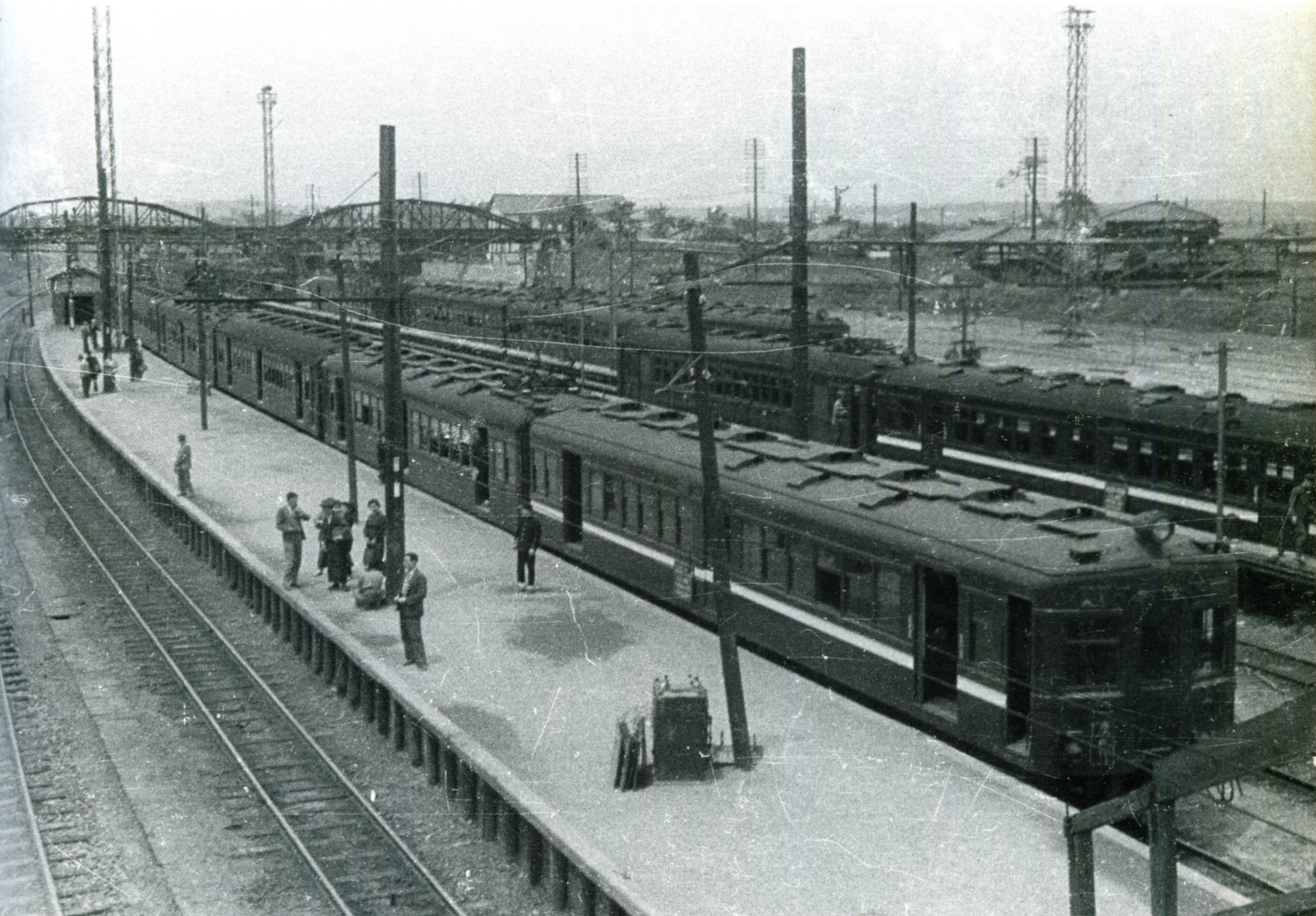
西明石駅に停車中の列車
手前に連合軍専用車を連結

1946年、日本に進駐した連合国軍の専用車として本系列も接収されたものがあった。東京と大阪両地区においてそれぞれ16両、4両の計20両に指定が行われた。これらは窓下に白帯を巻き、「U.S.ARMY」「U.S.MILITARY CAR」「U.S.ARMY SECTION」「ALLIED FORCES CAR」「ALLIED FORCES SECTION」などの標記がなされた。車両の荒廃の進む中、入念に整備された連合軍専用車は、まさに別天地の観があった。
- 40004（城東線） - 1946年4月指定「Osaka U.S.ARMY」→1948年3月解除

- 55020（京浜東北線） - 1946年7月指定「U.S.ARMY SECTION」→「ALLIED FORCES SECTION」→1949年7月解除
- 55022（京浜東北線） - 1946年1月指定「U.S.MILITARY CAR」→「U.S.ARMY SECTION」→「ALLIED FORCES SECTION」→1949年7月解除
- 55031（京浜東北線） - 1946年1月指定→1946年6月3日川口駅で衝突事故→1948年2月白帯抹消→1949年9月復旧
- 55032（京浜東北線） - 1946年1月指定「U.S.MILITARY CAR」→「U.S.ARMY SECTION」→「ALLIED FORCES SECTION」→1949年7月解除
- 55034（京浜東北線） - 1946年1月指定「U.S.MILITARY CAR」→「U.S.ARMY SECTION」→「ALLIED FORCES SECTION」→1949年7月解除
- 55043（中央線） - 1947年10月指定「ALLIED FORCES SECTION」→1952年3月解除
- 55044（中央線） - 1947年11月指定「ALLIED FORCES SECTION」→1952年3月解除
- 55045（中央線） - 1947年9月指定「ALLIED FORCES SECTION」→1952年3月解除
- 55053（京浜東北線） - 1946年1月指定「U.S.MILITARY CAR」→「U.S.ARMY SECTION」→「ALLIED FORCES SECTION」→1949年7月解除
- 55054（中央線） - 1947年10月指定「ALLIED FORCES SECTION」→1950年10月解除
- 55056（総武線） - 1947年9月指定「ALLIED FORCES SECTION」→1949年7月解除
- 55061（中央線） - 1947年8月指定「ALLIED FORCES SECTION」→1949年7月解除
- 55062（中央線） - 1947年8月指定「ALLIED FORCES SECTION」→1949年7月解除
- 55077（東海道・山陽線） - 1946年1月指定「U.S.MILITARY CAR」→「U.S.ARMY SECTION」→1949年9月解除
- 55081（東海道・山陽線） - 1946年4月指定「U.S.MILITARY CAR」→「U.S.ARMY SECTION」→1951年11月解除
- 55087（東海道・山陽線） - 1946年4月指定「U.S.MILITARY CAR」→「U.S.ARMY SECTION」→1949年9月解除

- 57004（横須賀線） - 1947年6月指定「ALLIED FORCES CAR」→1950年解除
- 57010（横須賀線） - 1947年6月指定「ALLIED FORCES CAR」→1950年解除
- 57015（横須賀線） - 1947年6月指定「ALLIED FORCES CAR」→1950年解除

### 色見本電車
1947年、東京地区所属の電車に試験塗装が行われた。これらは、山手線で実施された緑塗装に先立って試験的に塗色変更されたもので、60006は黒緑、60023は青緑色、60066は黄緑、60123は緑褐色とされた。その他に57001が淡黄緑、65218が赤茶とされ、色見本電車と呼ばれた。

### 戦災モハ60形を復旧
60016は1945年2月、横浜で米軍機による爆撃を受けて半焼したが、1948年12月に制御車代用として復旧され、記号が「クモハ」に改められた。形式番号の変更は行われなかったが、後述する1953年6月1日に実施された車両形式称号規程の改正により、正式にクハ55形へ編入された。

### モハニ41形
1951年5月、身延線で使用されていた41016は、豊川分工場で運転台直後の客室に仕切りを設けて荷物室を設置し、記号を「モハニ」と改めた。新形式を与えることも検討されたが、1956年12月に復旧された。

### クハニ67形をクハユニ56形に改造
1951年11月および1952年4月、豊川分工場で、飯田線の郵便・荷物輸送のためクハニ67形4両に、郵便室設置、座席のクロスシート化、便所の取り付けを実施して、クハユニ56形に改造した。
最初に改造された56001は、車体中央部の客用扉の幅を735mmに縮小したが、乗降に不便なため1958年7月に元の1100mmに戻している。新旧番号の対照は、次のとおりである。
- クハニ67001 → クハユニ56001
- クハニ67003 → クハユニ56002
- クハニ67004 → クハユニ56003
- クハニ67005 → クハユニ56004

### 戦災廃車の復籍
1945年6月7日に淀川電車区内で半焼し廃車された40006は、1952年3月、車体を流用のうえ41127として復旧された。その際、後位運転台は撤去され、前位運転台は半室式だったものが全室式に改造されている。本車は、名義上木造電車モハ1028の改造とされている。

### モハ40形、モハ41形の出力アップ改造
前述の戦時改造を免れた、大阪地区に配置されていたモハ40形（6両）およびモハ41形（7両）は、1952年から1953年にかけて従来の出力100kWのMT15を出力128kWのMT30またはMT40に交換する改造を受けた。改造時には形式番号の変更は行われなかったが、後述する1953年6月1日の称号規定改正に伴って、モハ40形の改造車は新形式モハ61形に、モハ41形の改造車はモハ60形に編入された。

### モハ41形のモハ51形への復元
戦後も京阪神緩行線及び急電に残った42系は、1950年の80系投入に伴い横須賀線に移籍し、代わりに東鉄から戦災を逃れた中央線の旧モハ51形のモハ41形23両が京阪神緩行線に転入した。この旧モハ51形のモハ41形に対し、1951年から1952年にかけてセミクロスシートへの復元改造を実施したほか、他のモハ51形と性能を合わせるために歯車比の変更（1:2.52→1:2.26）を行い、旧番号に復帰した。

### モハ51形、モハ54形、クハ55形（旧クハ68形、旧クロハ69形）の復元
上記の改造と同時期に、京阪神緩行線でいったんロングシート車として整備されていたモハ51形、モハ54形とクハ55形（旧クハ68形、旧クロハ69形）について、3扉セミクロスシートへの復元改造が実施された。この改造は旧モハ40形、モハ41形のモハ51形、旧クロハ59形の旧クハ68形に対しても行われた。
これらの過程で城東・西成線や片町線で運用されていた51系出自の各形式が、京阪神緩行線に転入してセミクロスシートへ復元されている。

### モハ60形、クハ55形のセミクロスシート化
旧モハ51形、旧クハ68形の復元改造と同じくして、もともと3扉ロングシート車として製造されたモハ60形、クハ55形のうち京阪神緩行線で運用されていたモハ60形21両、クハ55形31両に対してもセミクロスシート化が実施された。ただし、この段階では、セミクロスシート化の改造（復元）を受けた車両の改番を実施しなかったことから、モハ60形やクハ55形の中にロングシート車とセミクロスシート車が混在することになった。

### モハ40形の中間車化改造
戦時改造を免れたモハ40形のうち10両に対し、80系や72系に倣った電動車の中間車化が計画された。改造施工車は、モハ40形のまま40800番台に改められたが、1953年6月1日実施の車両形式称号規程改正にかかったことから、一部は新形式モハ30形（2代）で就役した。また、前述のように10両が計画されたが、ローカル線での増結用とするのに、両運転台型電車の需要が発生したため、改造は6両にとどまった。新旧番号対照を次に記す。（括弧書き）の車号については、計画のみで実現しなかったものである。
| - 40020 → 40800 → 30000 - 40021 → (40801) → 30001 - 40022 → (40802) → 30002 - 40023 → (40803) | - 40026 → 40804 → 30003 - 40027 → 40805 → 30004 - 40030 → (40806) - 40033 → (40807) | - 40034 → 40808 → 30005 - 40074 → (40810) |

### クロハ69形の復元
京阪神緩行線の二等車は、連合軍用の「白帯車」の流れを受けて、1951年11月から旧白帯室部分を仮整備した形で運行されていた。この仮クロハを整備して2等利用者に良質のサービスを提供するため、1952年から1953年にかけて、東鉄に転属していたクロハ69001, 69002を呼び戻すとともに、旧クロハ69形のクハ55097 - 55105に対して、クロハ69形への復元改造を69001, 69002の整備と併せて実施した。工事内容は、単なる復元の枠を超えて、ローズグレー塗りつぶしの車内やエンジ色のモケット地、一部の車両(69007, 69009)での蛍光灯の採用など、当時の花形であった特別二等車（特ロ）に近づけた意欲的なものとなっており、担当者が「電車の特ロ」と自負するものであった（但し本家の「特ロ」とは異なりリクライニングシートではない）。改番は以下のとおりであるが、クハ55形時代の番号順のままクロハ69形に改番されたために、張り上げ屋根車が一括して後ろに回されており、戦前と同一の車番に復帰したのは1両(69003)のみである。また、一部は全室三等車への整備を1953年の車両形式称号規程改正前に施行されていたため、その際に一旦クハ68形に編入されており、その後に改めてクロハ69形への復元整備を施行、改番された。クハ55102については、クハ68111への改番が予定されていたが、工場入場中であったため、クハ68形への改番を経ることなく、クロハ69008となった。
| - 55097 → 69003 - 55098 → 69004[II] - 55099 → 69005[II] | - 55100 → 68107 → 69006[II] - 55101 → 68109 → 69007[II] - 55102 → (68111) → 69008[II] | - 55103 → 68113 → 69009[II] - 55104 → 69010[II] - 55105 → 69011[II] |

### クハ55形をクハニ67形（900番台）に改造
1955年度にクハニ67形の不足を補うため、大宮工場で施工された更新修繕に合わせてクハ55形6両に荷物室を設置し、クハニ67形（900番台）に編入した。外観上は、最前部の客用扉が荷物用の手動引戸に交換されているのが特徴であるが、それ以外の変更は見られない。また、奇数番号車と偶数番号車では仕様が異なり、奇数番号車には便所が設置されている。偶数番号車は伊東線と常磐線、奇数番号車は飯田線に投入された。新旧番号の対照は、次のとおりである。
| - 55032 → 67900 - 55088 → 67902 - 55040 → 67904 | - 55093 → 67901 - 55095 → 67903 - 55096 → 67905 |

## 1953年車両形式称号規程改正による変更
1953年6月1日に施行された車両形式称号規程の改正は、車体長17m級電車の改番整理が中心であったため、改番対象となったものは多くない。改番日以前に仕様が変更されていたものの改番が行われていなかったものをこの機会に整理したものである。

### モハ40形800番台をモハ30形に変更
モハ40形のうち、運転台撤去により中間電動車に改造されていたものを、モハ30形（2代）に改めたものである。改造時に40800番台に改称されていたもののほか、一部は本改番にかかっていたため、直接モハ30形に改番された。改番については#モハ40形の中間車化改造を参照。

### 出力増強車をモハ60形、モハ61形に変更
大阪地区に配置されたモハ40形、モハ41形は戦後、主電動機を交換して出力の増強を図っていたが、本改番によって、モハ40形は新形式のモハ61形に、モハ41形はモハ60形に編入され、151 - （奇数）に分類された。大半は1933年製造の平妻車であるが、モハ60形に改番されたもののうち3両は、1938年度製の半流線型車である。番号の新旧対照は、次のとおりである。
| - 40001 → 61001 - 40002 → 61002 - 40003 → 61003 - 40004 → 61004 - 40013 → 61005 | - 41004 → 60151 - 41005 → 60153 - 41010 → 60155 - 41011 → 60157 | - 41053 → 60159 - 41054 → 60161 - 41055 → 60163 |

### モハ60形（制御車代用）をクハ55形に編入
戦災復旧の際電装解除され、制御車代用として使用されていた60016は、この改番で正式に制御車とされ、クハ55形に編入のうえ、200番台(55200)に区分された。

### クロハ55形の制定
1952年3月より正式に二等車が復活し、連合軍専用車の指定が解除されたクハ55形のうち4両が京浜東北線・中央線用の半室二等車として整備された。これらは、1953年の車両形式称号規程改正により、新形式のクロハ55形に整理された。本来、記号が異なれば形式番号も異なるのが原則であるが、本形式とクロハ16形については本格的な改造でなかったため、例外として暫定的に同形式番号とし、800番台に区別された。新旧番号対照は、次のとおりである。
- 55043 → 55800
- 55044 → 55802
- 55045 → 55804
- 55046 → 55806

その後、1957年6月20日に京浜東北線の二等車が廃止されたことから、老幼優先車として使用され、記号も「クハ」に改められた。

### クロスシート化改造車の整理

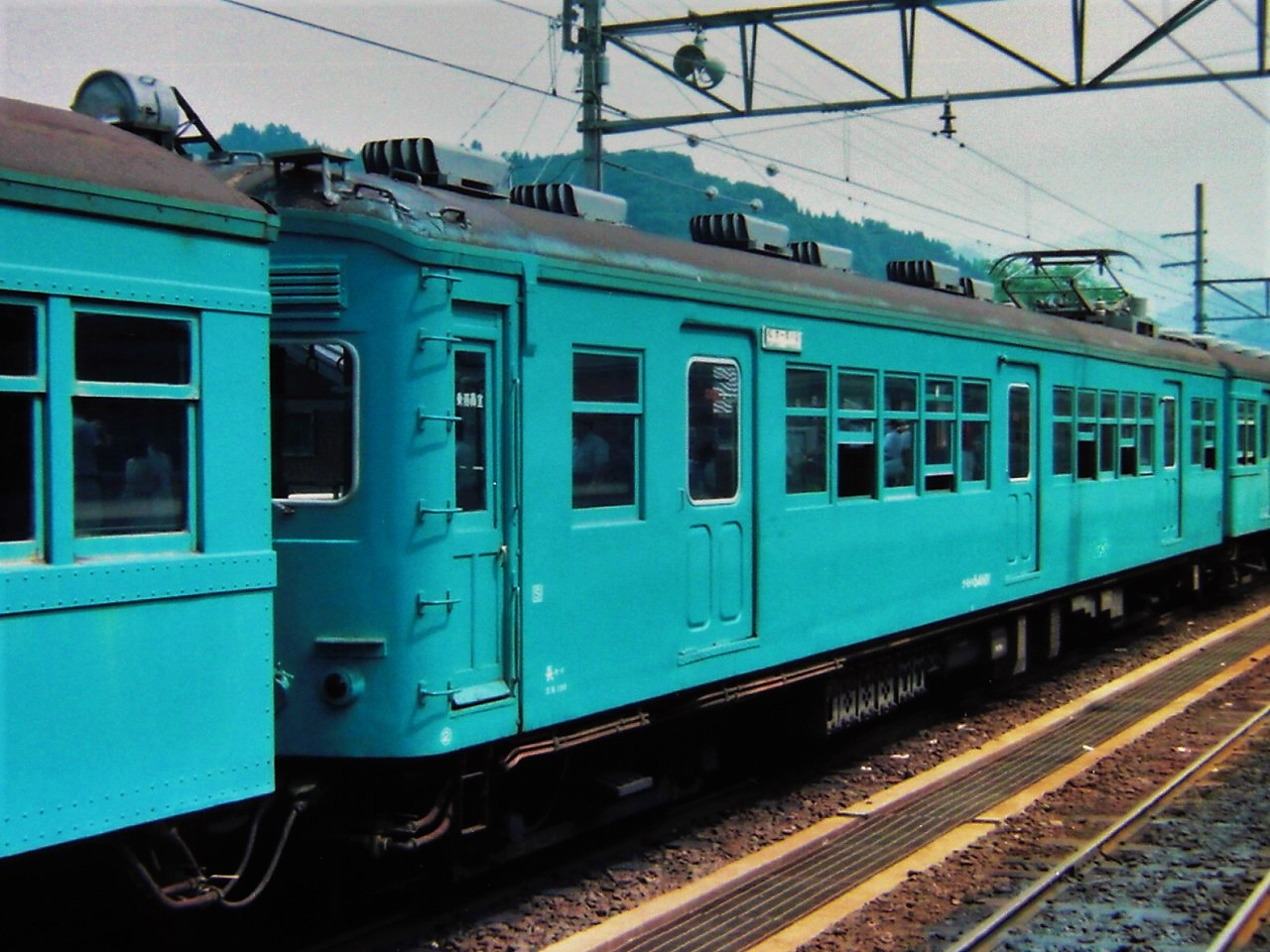
クモハ54101 ノーシルノーヘッダー・押込式ベンチレーター装備車

大阪地区で使用されていたモハ60形とクハ55形の一部は、1952年から座席をクロスシートに交換されたものの、そのままの形式番号で使用されていた。1953年の車両形式称号規程改正では、モハ60形はモハ54形（100番台）に、クハ55形はクハ68形に改称された。クハ68形は戦中にすべてクハ55形に改称されて消滅していたが、この称号改正により2代目が同用途の車両として復活したことになる。新旧番号対照は次のとおりである。
| - 60026 → 54101 - 60027 → 54103 - 60032 → 54104 - 60029 → 54105 - 60034 → 54106 | - 60031 → 54107 - 60036 → 54108 - 60033 → 54109 - 60038 → 54110 - 60035 → 54111 | - 60040 → 54112 - 60037 → 54113 - 60090 → 54117 - 60091 → 54119 - 60092 → 54121 | - 60093 → 54123 - 60094 → 54125 - 60095 → 54127 - 60102 → 54129 - 60104 → 54131 - 60105 → 54133 |

| - 55013 → 68060 - 55014 → 68062 - 55015 → 68064 - 55016 → 68066 - 55017 → 68068 - 55020 → 68070 - 55021 → 68072 - 55023 → 68074 | - 55024 → 68075 - 55027 → 68077 - 55039 → 68078 - 55042 → 68080 - 55061 → 68082 - 55063 → 68084 - 55064 → 68086 - 55067 → 68088 | - 55068 → 68090 - 55074 → 68092 - 55075 → 68093 - 55076 → 68094 - 55077 → 68095 - 55078 → 68096 - 55079 → 68097 - 55080 → 68098 | - 55087 → 68099 - 55082 → 68100 - 55089 → 68101 - 55084 → 68102 - 55091 → 68103 - 55086 → 68104 - 55092 → 68106 |

## 1959年車両形式称号規程改正による変更
1959年（昭和34年）6月1日付けで、運転台を持つ電動車（制御電動車）に、新記号「クモ」が制定されたため、本系列に属するモハ40形、モハ41形、モハ60形、モハ61形はそれぞれクモハ40形、クモハ41形、クモハ60形、クモハ61形に変更された。また、従来は記号を含めない2桁の数字のみであったが、今回の改正により記号までを含めて形式とされた。
本系列においては、この車両形式称号規程改正による番号等の変更を行う例はなかった。

## その後の状況

### サハ57形をクハ55形（300番台）に改造

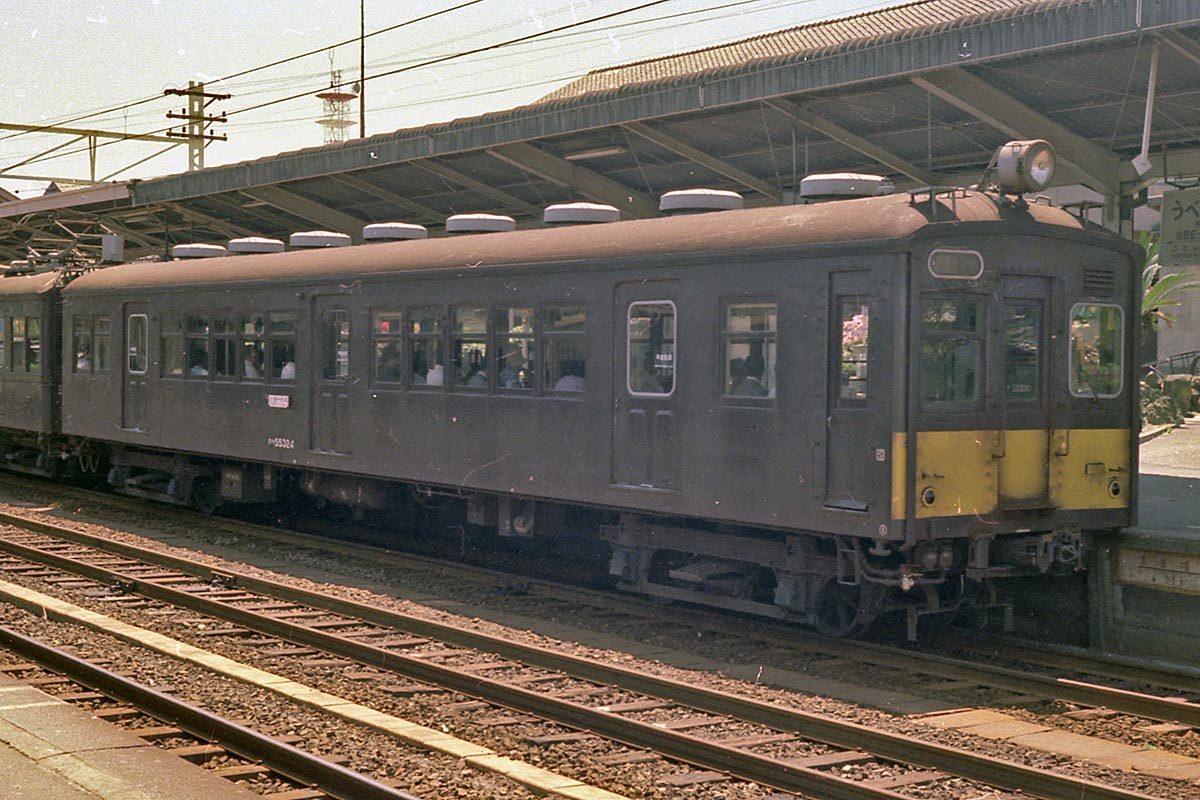
クハ55324

1959年から1961年（昭和36年）度にかけて、常磐線の増結用にサハ57形の前位に運転台を増設し、36両がクハ55形（300番台）に編入された。
1959年度の改造車は、従来からの貫通扉（引戸）を残したまま運転台が設置されたが、1960年度以降の改造車は、オリジナルのクハ55形（平妻車）に準じた造作がなされた。改造種車となったのは、全車がオリジナルのサハ57形で、旧サロハ56形については、1両も改造されていない。また、改造種車の一部は1939年製で窓上下の補強帯を廃したノーシルノーヘッダー車で、平滑な側面を持つ平妻車も製作された。オリジナルのクハ55形とは、運転台直後の窓が戸袋になっている点が異なる。
| - 1959年度改造車（18両） - 57026 → 55300 - 57026 → 55301 - 57029 → 55302 - 57030 → 55303 - 55031 → 55304 - 55032 → 57305 - 55033 → 57306 - 57034 → 55307 - 57035 → 55308 - 57038 → 55309 - 57039 → 55310 - 57040 → 55311 - 57042 → 55313 - 57043 → 55314 - 57044 → 55315 - 57045 → 55316 - 57046 → 55317 - 57047 → 55319 | - 1960年度改造車（11両） - 57011 → 55318 - 57013 → 55320 - 57012 → 55321 - 57015 → 55322 - 57014 → 55323 - 57017 → 55324 - 57016 → 55325 - 57019 → 55326 - 57018 → 55327 - 57020 → 55328 - 57021 → 55330 - 1961年度改造車（7両） - 57008 → 55329 - 57010 → 55331 - 57023 → 55332 - 57024 → 55334 - 57025 → 55336 - 57009 → 55338 - 57007 → 55340 |

### 便所取付改造
クハ55形およびサハ57形については、地方線区で使用のため、便所を取り付けたものがある。最初に取り付けが行われたのは、身延線用のクハ55形300番台2両が最初で、その後、中央東線や大糸線、日光線、長野原線用に増備が行われた。便所を設置したクハ55形とサハ57形は400番台、クハ55形300番台は430番台に改称されたが、初期改造車は改造の時期と改称の時期にずれが生じている。1966年度、大糸線用に改造されたクハ55形430番台については、当初の番号を運転台の向きを考慮せずに与えたため、運用に不便が生じたので、翌年上り向きは奇数に下り向きは偶数に再整理している。また、本グループは国鉄のミスにより二車現存（クハ55440）が発生したことが知られており、ファンの連絡により発覚し、直ちに修正されたというエピソードがある。番号の新旧対照は次のとおり。
| - 55030 → 55400 - 55051 → 55401 - 55038 → 55402 - 55057 → 55403 - 55050 → 55404 - 55028 → 55405 - 55058 → 55406 | - 55304 → 55433[I] → 55430 - 55307 → 55431 - 55302 → 55432 - 55315 → 55436[I] → 55433[II] - 55308 → 55434 - 55327 → 55438[I] → 55435[II] - 55310 → 55435[I] → 55436[II]                |
| - 57005 → 57400 - 57006 → 57401 - 57048 → 57402                                                                 | - 55317 → 55437 - 55330 → 55439[I] → 55438[II] - 55331 → 55440[I] → 55439[II]（1962年便所取付） - 55321 → 55440[II] - 55323 → 55441[II]（1963年便所取付） - 55322 → 55440[III] → 55442 |

### クロハ69形をクハ55形に改造
1962年10月、東海道線京阪神地区緩行電車の一等車が廃止されたため、それに連結されていたクロハ69形は順次座席をロングシートに改造し、クハ55形に編入されていった。改造は1963年3月にかけて行われ、クハ55153 - 171（奇数のみ）に改称された。それ以前の1961年3月には、尼崎で焼失したクロハ69010が、座席をロングシートに改造し、クハ55104として復旧されており、同車は1962年12月にクハ55151に改称されている。

### 低屋根化改造

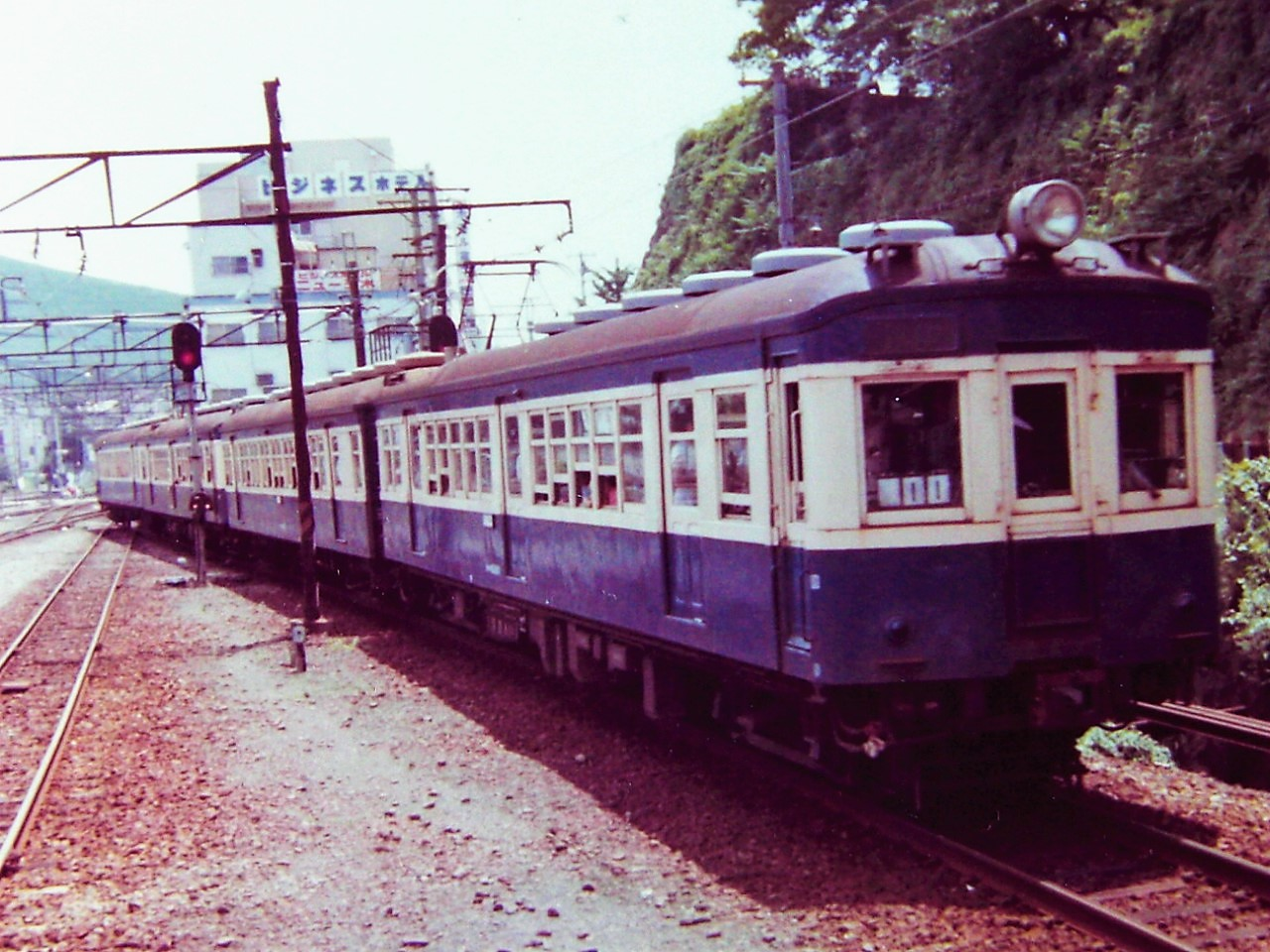
クモハ60810

身延線などのトンネル断面が小さい線区における架線とパンタグラフの絶縁距離確保のために、クモハ41形（2両）、クモハ60形（9両）の屋根の一部を削ってパンタグラフの取付位置を低くする改造が行われた。クモハ41形は1962年および1963年、クモハ60形はクモハ14形置き換えのため1970年度に低屋根化が実施された。身延線に投入された低屋根車は、800番台に改称されたが、同線を管理する静岡鉄道管理局の方針により、改造種車の向きにかかわらず下り向きに統一された。それにともない、番号も偶数のみが付されている。
この他に、神領電車区に事業用（牽引車代用）として配置されたクモハ40形1両が中央西線中津川以北の狭小限界トンネル対策として、1975年に改造されており、この車は半流線型の前面と低くなった屋根の組み合わせがユニークであった。番号の新旧対照は次のとおり。
| - 40069 → 40800 | - 41016 → 41800 - 41095 → 41850 | - 60018 → 60800 - 60073 → 60802 - 60075 → 60804 - 60078 → 60806 - 60079 → 60808 | - 60084 → 60810 - 60115 → 60812 - 60117 → 60814 - 60124 → 60816 |

## 事業用車への改造

### 試験車

#### モヤ4700形
後のクモヤ93形。国鉄クモヤ93形電車参照。

#### 493系
モハ40形で製造されたクモハ51形を改造した試験車。

## 運用

### 関西地区
関西地区では1932年に関西で初の国電（省電）となった片町線片町駅 - 四条畷駅間向けに投入され、続いて電化された城東線にも投入された。大阪地区では京阪神緩行線にも投入されている。
戦後は阪和線にも阪和電気鉄道買収車の置き換え用として転入した。1959年の101系（モハ90系）登場後は城東線・片町線や阪和線の旧性能電車が101系と同じオレンジバーミリオンに塗装された。1970年代後半までに関西地区での運用を終了した。

### 関東地区
関東地区では京浜東北線、中央本線、総武本線、常磐線、南武線、横浜線ほか各線に新製・転用投入された。
戦後は中央本線支線の下河原線でクモハ40形による単行運転が行われたが、1973年の武蔵野線開業に伴う下河原線の旅客営業廃止により消滅した。首都圏の一般営業用では青梅・五日市線で増結用のクモハ40形が遅くまで使用され、1978年に運用を終了した。

### 中部地区
戦後に私鉄買収線区である飯田線、身延線、大糸線などに転用され、私鉄買収車や17m級国電が順次置き換えられた。中京地区では大垣電車区配置車が東海道本線支線の美濃赤坂線・垂井線で使用されていた。富山港線では1967年の直流1500V昇圧後に72系が転入したが、両運転台のクモハ40形も予備車や増結車として使用された。

### 中国地区
福塩線には1960年代に40系と51系が転入し、青20号への塗装変更を経て1977年の70系置き換えまで使用された。宇部・小野田線では戦後の転入車が51系や42系とともに使用され、1981年に小野田線本山支線のクモハ42形を除いて105系に置き換えられた。

## 廃車
- 1959年（昭和34年）度
  - クモハ60形 : 60123（東マト・事故）

- 1962年（昭和37年）度
  - クモハ60形 : 60005（東マト・三河島事故）
  - クハニ67形 : 67007（東マト・三河島事故）

- 1963年（昭和38年）度
  - クハ55形 : 55029（東マト・事故）

- 1964年（昭和39年）度
  - クモハ41形 : 41089（東ミヤ・事故）

- 1967年（昭和42年）度
  - クハ68形 : 68088（名カキ・事故）

- 1968年（昭和43年）度
  - クハ55形 : 55318（東オメ）

- 1969年（昭和44年）度
  - クモハ54形 : 54113（大アカ）
  - クハニ67形 : 67002, 67904（北マト）, 67006（西カノ）

- 1971年（昭和46年）度
  - モハ30形 : 30000, 30002, 30005（大ヨト）
  - クモハ41形 : 41013, 41015, 41049（長キマ）, 41112（大ヨト）

- 1972年（昭和47年）度
  - モハ30形 : 30004（大ヨト）
  - クモハ41形 : 41012, 41014, 41030, 41117, 41122, 41125（長キマ）, 41127（大ヨト）
  - クモハ60形 : 60007（大ヨト）
  - クハ55形 : 55326（岡オカ）

- 1973年（昭和48年）度
  - クモハ41形 : 41017, 41018（岡フチ）, 41033（広ウヘ）
  - クモハ60形 : 60052（天オト）, 60116（大ヨト）
  - クモハ61形 : 61001, 61002（天オト）
  - クハ55形 : 55334（北ウラ）

- 1974年（昭和49年）度
  - クモハ41形 : 41025, 41027, 41034（岡フチ）, 41036, 41040（大ヨト）
  - クモハ54形 : 54105, 54107（仙リハ）
  - クモハ60形 : 60008, 60058（長キマ）, 60015, 60055, 60060, 60062, 60071, 60089, 60110（天オト）, 60065, 60112, 60121, 60126, 60155（大ヨト）
  - クハ55形 : 55065, 55151（天オト）, 55200（岡フチ）, 55329（大アカ）
  - サハ57形 : 57003, 57004, 57053, 57056, 57060（天オト）

- 1975年（昭和50年）度
  - クモハ41形 : 41023, 41029（高シマ）
  - クモハ60形 : 60002, 60043, 60068, 60074, 60159（天オト）
  - クハ55形 : 55004, 55012, 55153, 55155, 55157, 55159, 55161, 55163, 55165, 55167, 55169, 55171, 55325（大アカ）, 55005, 55006（西トタ）, 55025, 55110, 55112（大タツ）, 55306, 55314（天オト）, 55316（長キマ）
  - クハニ67形 : 67900, 67902（高シマ）
  - サハ57形 : 57001, 57054（天オト）, 57400（長キマ）

- 1976年（昭和51年）度
  - モハ30形 : 30001, 30003（高シマ）
  - クモハ41形 : 41021, 41028, 41032, 41035, 41043（岡フチ）, 41038, 41045, 41096, 41113（北ヤマ）
  - クモハ51形 : 51068, 51075, 51080, 51083, 51087（岡オカ）
  - クモハ60形 : 60006, 60009, 60048, 60049, 60053, 60057, 60059, 60072, 60077, 60081, 60106, 60151, 60157（天オト）, 60161, 60163（大ヨト）
  - クハ55形 : 55001, 55007, 55031, 55034, 55060, 55072, 55804（天オト）, 55035, 55300, 55303, 55305, 55312（大ヨト）, 55400（北ヤマ）, 55404（高シマ）
  - クハ68形 : 68060, 68086（仙リハ・事故廃車）, 68074, 68092, 68104（新ナカ）, 68090（長モト）
  - サハ57形 : 57049（北ヤマ）
  - クモヤ492形・クモヤ493形 : 1（水カツ）

- 1977年（昭和52年）度
  - クモハ40形 : 40044（高シマ）, 40072（西トタ）
  - クモハ41形 : 41020, 41047（高シマ）, 41800（長キマ）
  - クモハ51形 : 51062, 51066, 51067（岡フチ）
  - クモハ54形 : 54103（仙リハ）
  - クモハ60形 : 60004, 60023, 60045, 60051, 60061, 60067, 60083, 60087, 60088, 60119, 60153（天オト）, 60076（静シス）, 60080（高シマ）
  - クハ55形 : 55026, 55037, 55041, 55049, 55430, 55439（長キマ）, 55047, 55055, 55062, 55071, 55309, 55311, 55313, 55332, 55336, 55338, 55800, 55802, 55806（天オト）, 55406, 55442（高シマ）
  - クハ68形 : 68062, 68070, 68072, 68074, 68078, 68080（岡フチ）, 68075, 68082, 68097, 68099, 68101, 68102（長モト）
  - サハ57形 : 57052, 57057, 57058, 57059（岡オカ）

- 1978年（昭和53年）度
  - クモハ40形 : 40039（西トタ）, 41044（高シマ）
  - クモハ51形 : 51069（静トヨ）
  - クモハ54形 : 54104, 54121, 54123, 54127（静トヨ）
  - クモハ60形 : 60001（天オト）, 60010, 60101, 60125（高シマ）
  - クハ55形 : 55401, 55402, 55403, 55431（高シマ）
  - クハ68形 : 68068, 68098（静トヨ）, 68407（静ママ）
  - クハニ67形 : 67901, 67903, 67905（静トヨ）

- 1979年（昭和54年）度
  - クモハ54形 : 54119（静トヨ）
  - クモヤ93形 : 93000（南チタ）

- 1980年（昭和55年）度
  - クモハ40形 : 40033（西ナハ）, 40073（西トタ）, 40076（金トヤ一）

- 1981年（昭和56年）度
  - クモハ40形 : 40023, 40067（広ウヘ）, 40030（千マリ）, 40077（長キマ）
  - クモハ41形 : 41019, 41022, 41024, 41026, 41031, 41042, 41046, 41050, 41051, 41052, 41082, 41083, 41084, 41126（広ウヘ）, 41850（静ヌマ）
  - クモハ54形 : 54101, 54109（長キマ）
  - クモハ60形 : 60022, 60024, 60056, 60066, 60082, 60099, 60107, 60113, 60114（長キマ）, 60800, 60802, 60804, 60806, 60808, 60810, 60812, 60814, 60816（静ヌマ）
  - クハ55形 : 55009, 55022, 55036, 55046, 55052, 55053, 55056, 55073, 55081, 55090, 55094, 55111, 55113, 55320, 55324, 55328, 55340（広ウヘ）, 55301, 55319, 55440, 55441, 68093, 68095, 68103（静ヌマ）, 55405, 55432, 55433, 55434, 55435, 55436, 55437, 55438（長キマ）
  - サハ57形 : 57401, 57402（長キマ）

- 1982年（昭和57年）度
  - クモハ40形 : 40050（名カキ）

- 1983年（昭和58年）度
  - クモハ40形 : 40059, 40071（南フナ）
  - クモハ54形 : 54106, 54108, 54110, 54111, 54112, 54117, 54125, 54129, 54131, 54133（静ママ）
  - クモハ61形 : 61003, 61004, 61005（静ママ）
  - クハ68形 : 68409, 68412, 68414, 68418, 68420（静ママ）
  - クハユニ56形 : 56001, 56002, 56003, 56004（静ママ）

- 1984年（昭和59年）度
  - クモハ40形 : 40800（名シン）
  - クモハ60形 : 60069（静シス）

- 1986年（昭和61年）度
  - クモハ40形 : 40074（南コツ・1987年度復籍）

- 2006年（平成18年）度
  - クモハ40形 : 40054（横コツ）

- 2007年（平成19年）度
  - クモハ40形 : 40074（横コツ）

## 保存

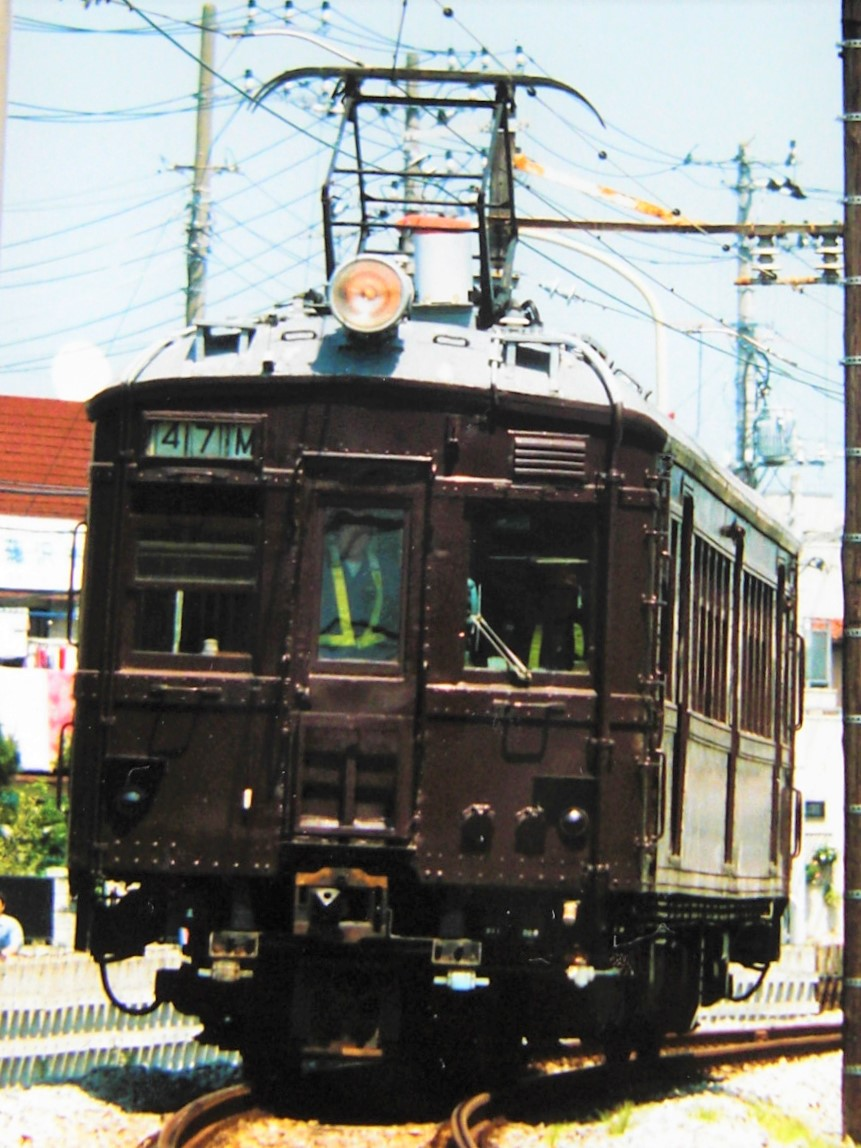
クモハ40074　最終自力走行　1998年5月7日　大船工場入出場線

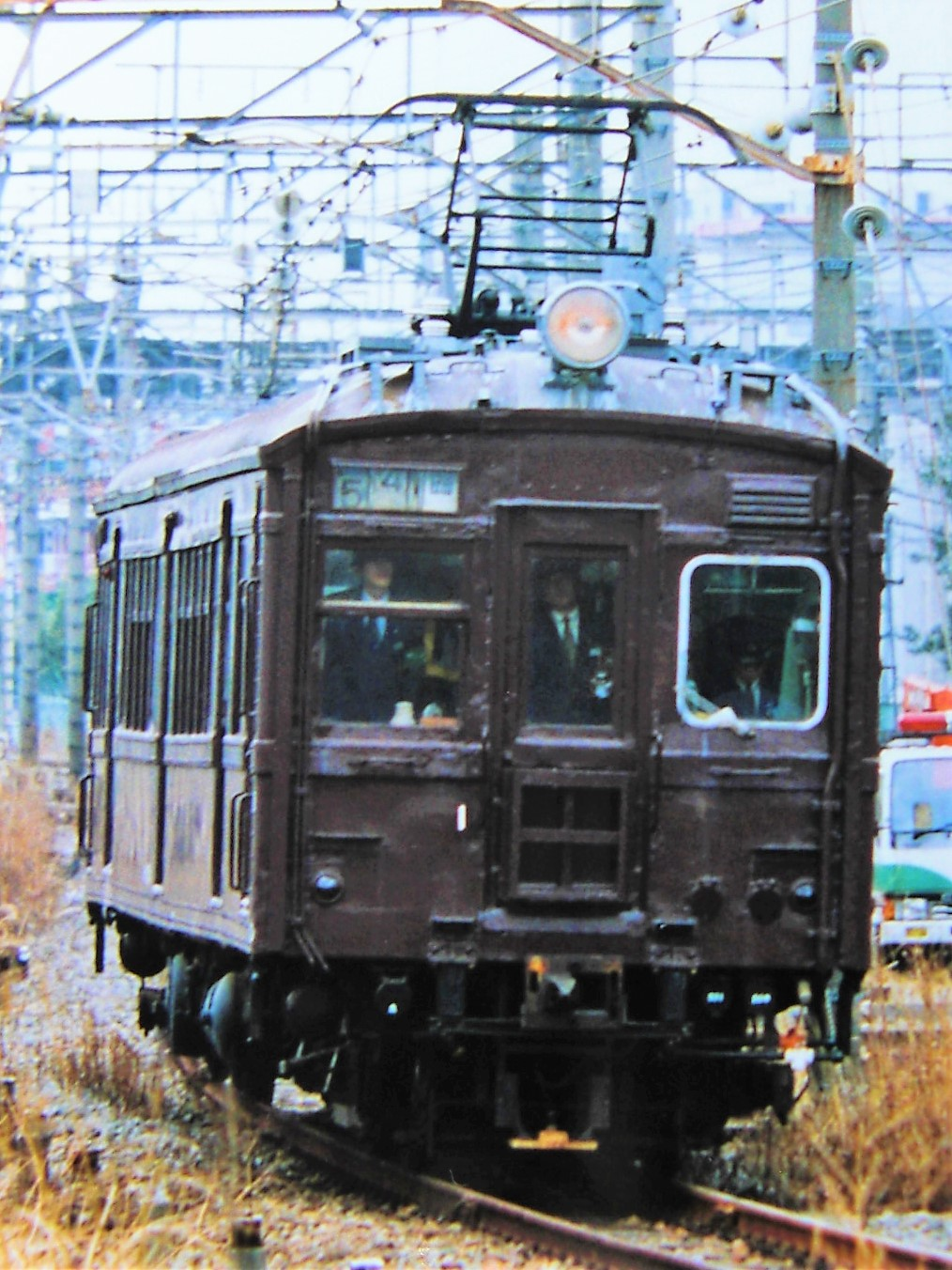
クモハ40054　最終自力走行　2000年3月6日　藤沢-大船間

1987年（昭和62年）4月1日、日本国有鉄道の分割民営化に伴い、国府津電車区に事業用（牽引車兼職員輸送用）として在籍していたクモハ40054が、動態保存用として東日本旅客鉄道（JR東日本）に継承された。また、同車と同じ用途で使用されていたクモハ40074は、国鉄分割民営化直前の1987年3月30日付けで除籍されていたが、クモハ40054が平妻型であったのに対し、クモハ40074は形態の異なる半流型であったため、これも動態保存することになり、1988年（昭和63年）3月21日付けで復籍した。
両車は、JR東日本管内でイベント用として運行されたが、稀に国府津 - 国府津車両センター間の社員通勤用にも使用された。40074は、青梅線でのイベントに使用された直後の1998年5月7日に全般検査目的で大船工場に自力回送され、検査自体は実施されたが、そのまま大船工場内に留置された。40054は1999年頃まで、前述の職員輸送等にも時折使用されていたが、2000年3月6日、大船工場に自力回送され、これが実質的に最後の本線上自力走行となった。10日後の2000年3月16日には40054・40074揃ってEF64形の牽引により大宮工場に搬入され、以後は保留車扱いとなっていた。更に2000年12月に発生した京福電気鉄道の衝突事故により、ブレーキの多重系統化のできない本形式の運行は停止され、その後は、大宮総合車両センター内で保管されていたが、クモハ40074は2007年（平成19年）10月にさいたま市大宮区に開設された鉄道博物館で保存展示されている。
一方、クモハ40054は2006年（平成18年）4月2日付けで除籍され、その後青梅鉄道公園のC51 5（鉄道博物館展示車両）の代わりに同公園で展示するため、大宮総合車両センターで整備し、2007年5月同公園に移動した。

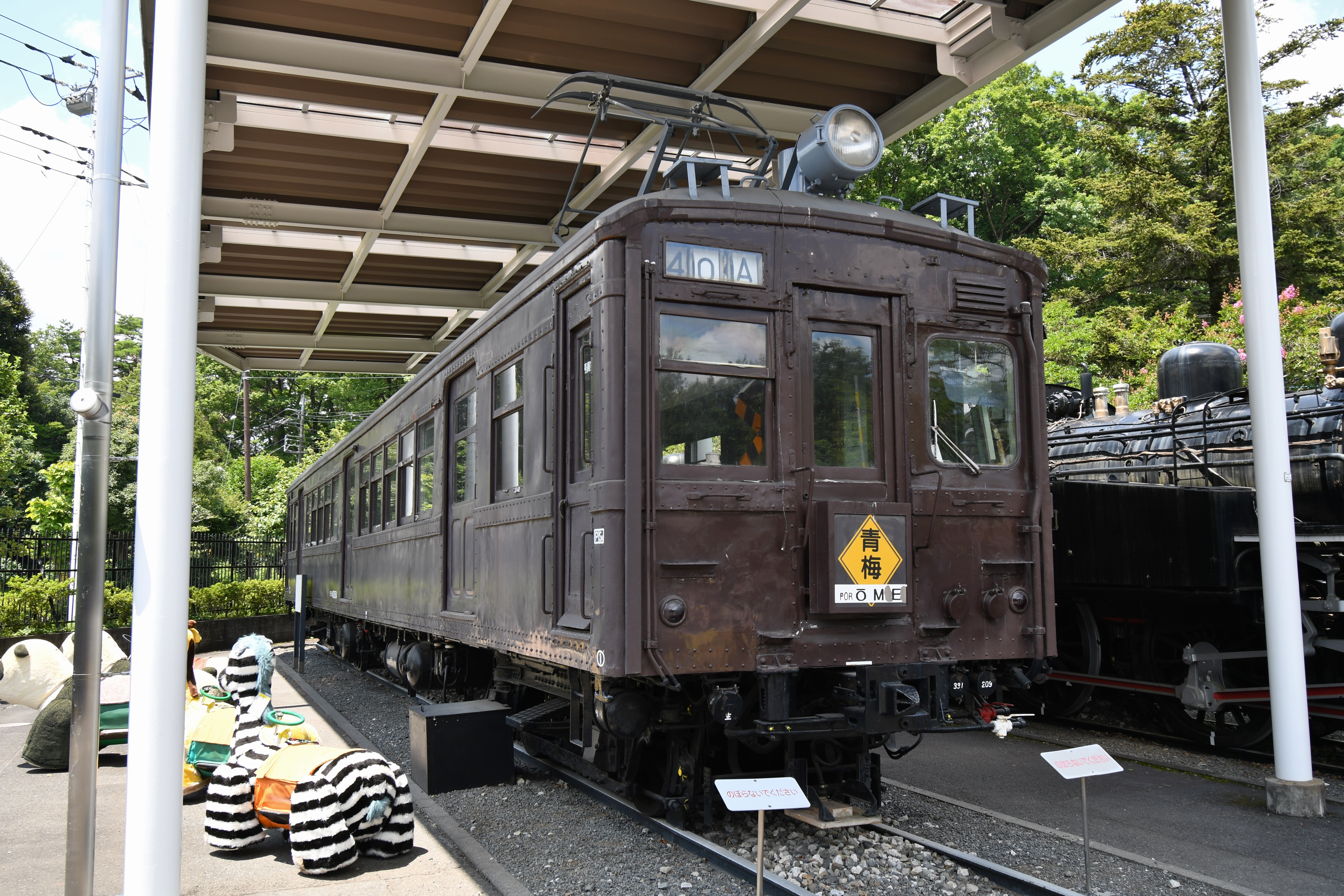
クモハ40054（青梅鉄道公園）